# 紹姆堡-利珀自由邦
紹姆堡-利珀自由邦（德語：Freistaat Schaumburg-Lippe）是在1918年11月15日紹姆堡-利珀親王阿道夫二世退位後創建的。它是魏瑪共和國時期德國的一個州，由部長級總統領導。民主政府在納粹統治期間遭到鎮壓。二戰結束時，英國軍事佔領政府於1946年11月1日頒布法令，將紹姆堡-利珀、漢諾威、不倫瑞克和奧爾登堡聯合起來，組成新的下薩克森州。